# إيرين كروز
إيرين كروز (بالإسبانية: Irene Cruz)‏ هي مصورة إسبانية، ولدت في 1987 في مدريد في إسبانيا.